# At My Time of Life (album)
At My Time of Life – winylowy album z 1976 nagrany przez Binga Crosby’ego dla United Artists w lutym 1975 roku. Towarzyszył mu Pete Moore i jego orkiestra.

## Lista utworów
W ciągu ośmiu dni Crosby w sześciu sesjach nagrał dwadzieścia pięć utworów. Jedenaście utworów zostało wydanych na płycie pt. That’s What Life Is All About w 1975 roku. Trzynaście, z dodatkiem tytułowej piosenki, która została nagrana w 1976 roku, zostało wydanych na tym albumie.
| Nr  | Tytuł utworu                      | Długość |
| --- | --------------------------------- | ------- |
| 1.  | „At My Time of Life”              | 3:04    |
| 2.  | „Cabaret”                         | 3:19    |
| 3.  | „Something to Remember You By”    | 3:47    |
| 4.  | „Heat Wave”                       | 3:28    |
| 5.  | „My Heart Stood Still”            | 2:56    |
| 6.  | „Razzle Dazzle”                   | 2:48    |
| 7.  | „Hello, Dolly”                    | 2:34    |
| 8.  | „How Are Things in Glocca Morra?” | 3:28    |
| 9.  | „I Got Rhythm”                    | 3:01    |
| 10. | „Looking at You”                  | 3:01    |
| 11. | „I’ll Never Fall in Love Again”   | 3:16    |
| 12. | „Thou Swell”                      | 3:24    |
| 13. | „With a Song in My Heart”         | 3:02    |
| 14. | „Great Day”                       | 2:17    |
|     |                                   | 43:25   |